# Zgornji Velovlek
Zgornji Velovlek je naselje v  Občini Destrnik.